# منطقه حفاظت‌شده پیر علیا
منطقهٔ حفاظت‌شده پیر علیا یکی از مناطق حفاظت‌شده مهم در شهرستان کاشمر و شهرستان کوهسرخ، استان خراسان رضوی است که یکی از زیستگاه‌های اصلی قوچ‌ومیش اوریال در ایران می‌باشد.